# Хуна-фьорд
Хуна-фьорд (исл. Húnafjörður) — фьорд на севере Исландии. Является восточной частью залива Хунаблоуи. Расположен между полуостровом Ватнснес на западе и Скаги на востоке.
На восточном берегу фьорда находится посёлок Блёндюоус и к северу от него посёлок Скагастрёнд. Местность принадлежит общине Хунаватн.
Фьорд достигает ширины 15 км, при этом вдаётся на 10 км в сушу. К югу от фьорда существует несколько лагун, например Хоуп, отделённых от фьорда косой Тингейрасандюр (исл. Þingeyrasandur), на которой находится церковь Тингейраркиркья (исл. Þingeyrarkirkja). В Хоуп впадает река Бьяргароус (исл. Bjargarós). Около посёлка Блёндюоус в фьорд впадает река Бланда.
В западной части фьорда находится скала Хвитсеркюр, по легенде являющаяся окаменевшим троллем.